# Josef Augusta (lední hokejista)
Josef Augusta (24. listopadu 1946 Havlíčkův Brod – 16. února 2017 Jihlava) byl český hokejový útočník a pozdější trenér. Jako hráč získal s týmem Duklou Jihlava osmkrát titul mistra republiky. Jako trenér dovedl k titulu Jihlavu a Olomouc, s reprezentačním celkem pak získal dvě zlaté medaile jako hlavní kouč a jednu jako asistent trenéra. V roce 2008 byl uveden do Síně slávy českého hokeje.

## Hráčská kariéra
V nejvyšší československé lize působil v Dukle Jihlava, se kterou získal mistrovské tituly v letech 1967–1972, 1974 a 1982.
Za československou reprezentaci hrál pravidelně od konce 60. do konce 70. let, přičemž pomohl vybojovat na světových šampionátech tři stříbrné a jednu bronzovou medaili. Startoval také na Zimních olympijských hrách 1976, kde národní tým získal stříbro.

## Trenérská kariéra
Po ukončení hráčské kariéry byl řadu let trenérem Dukly Jihlava, se kterou získal v roce 1991 i mistrovský titul. Zkušenosti prokázal i v první extraligové sezoně ve Zlíně (1992/1993) kde společně s Milošem Říhou v posledním "federálním ročníku" obsadili střed tabulky. První českou samostatnou sezonu 1993/1994 pokračoval ve Zlíně a v jejím průběhu přešel do HC Olomouc. Hanáky tehdy vyvedl z krize a dokázal je i dostat do bojů play off. V těch postupně porazili České Budějovice (3:0 na zápasy), vítěze základní části extraligy Poldi Kladno (3:2 na zápasy) a Pardubice (3:1 na zápasy). Olomouc tak Josef Augusta o překvapivě dovedl k mistrovskému titulu.
Jako trenér vedl českou hokejovou reprezentaci na Mistrovství světa 1999, kde společně s Vladimírem Martincem asistoval Ivanu Hlinkovi. Již v pozici hlavního trenéra působil u českého národního týmu na mistrovstvích světa 2000, 2001 a 2002. Hlavním koučem byl i na Zimních olympijských hrách 2002. Zlaté medaile s reprezentací získal na MS 1999, 2000 a 2001.
Na podzim 2015 mu byla diagnostikována rakovina slinivky, které ve věku 70 let dne 16. února 2017 v Jihlavě podlehl.

## Osobní život
V roce 1979 ukončil studia oboru Učitelství všeobecně vzdělávacích předmětů zeměpis-tělesná výchova na Pedagogické fakultě Masarykovy univerzity. Jeho syn Patrik Augusta se stal také hokejistou a trenérem.